# Barbera d’Asti
Barbera d’Asti is een Italiaanse rode wijn uit Piëmont. Naast de gewone Barbera d'Asti bestaat er ook een Superiore. Barbera d'Asti ontving in 2008 de DOCG-status na in 1970 al de DOC gekregen te hebben. Onder deze kwaliteitsaanduiding vallen zowel de gewone Barbera d'Asti als de Superiore. 
De wijn bestaat voor minimaal 90% uit Barbera. Daarnaast mogen er voor 10% andere blauwe druivenrassen gebruikt worden.
Barbera d'Asti wordt geserveerd bij 18-20 °C. Ze gaat goed samen met stevige pasta's, groot vlees, wild en rijpe kazen. 

## Productiegebied
Barbera d'Asti wordt geproduceerd in de volgende gemeenten.

### Asti
- Albugnano
- Antignano
- Aramengo
- Asti
- Azzano d'Asti
- Baldichieri d'Asti
- Belveglio
- Berzano di San Pietro
- Bruno
- Bubbio
- Buttigliera d'Asti
- Calamandrana
- Calliano
- Calosso
- Camerano Casasco
- Canelli
- Cantarana
- Capriglio
- Casorzo
- Cassinasco
- Castagnole delle Lanze
- Castagnole Monferrato
- Castel Boglione
- Castell'Alfero
- Castellero
- Castelletto Molina
- Castello di Annone
- Castelnuovo Belbo
- Castelnuovo Calcea
- Castelnuovo Don Bosco
- Castel Rocchero
- Celle Enomondo
- Cerreto d'Asti
- Cerro Tanaro
- Cessole
- Chiusano d'Asti
- Cinaglio
- Cisterna d'Asti

- Coazzolo
- Cocconato
- Corsione
- Cortandone
- Cortanze
- Cortazzone
- Cortiglione
- Cossombrato
- Costigliole d'Asti
- Cunico
- Dusino San Michele
- Ferrere
- Fontanile
- Frinco
- Grana
- Grazzano Badoglio
- Incisa Scapaccino
- Isola d'Asti
- Loazzolo
- Maranzana
- Maretto
- Moasca
- Mombaldone
- Mombaruzzo
- Mombercelli
- Monale
- Monastero Bormida
- Moncalvo
- Moncucco Torinese
- Mongardino
- Montabone
- Montafia
- Montaldo Scarampi
- Montechiaro d'Asti
- Montegrosso d'Asti
- Montemagno
- Montiglio Monferrato
- Moransengo
- Nizza Monferrato

- Olmo Gentile
- Passerano Marmorito
- Penango
- Piea
- Pino d'Asti
- Piovà Massaia
- Portacomaro
- Quaranti
- Refrancore
- Revigliasco d'Asti
- Roatto
- Robella
- Rocca d'Arazzo
- Roccaverano
- Rocchetta Palafea
- Rocchetta Tanaro
- San Damiano d'Asti
- San Giorgio Scarampi
- San Martino Alfieri
- San Marzano Oliveto
- San Paolo Solbrito
- Scurzolengo
- Serole
- Sessame
- Settime
- Soglio
- Tigliole
- Tonco
- Tonengo
- Vaglio Serra
- Valfenera
- Vesime
- Vigliano d'Asti
- Viarigi
- Vigliano Biellese
- Villafranca d'Asti
- Villa San Secondo
- Vinchio

### Alessandria
- Acqui Terme
- Alfiano Natta
- Alice Bel Colle
- Altavilla Monferrato
- Bergamasco
- Bistagno
- Borgoratto Alessandrino
- Camagna Monferrato
- Camino
- Carentino
- Casale Monferrato
- Cassine
- Castelletto Merli
- Cella Monte
- Cereseto
- Cerrina Monferrato
- Coniolo

- Conzano
- Cuccaro Monferrato
- Frascaro
- Frassinello Monferrato
- Fubine
- Gabiano
- Gamalero
- Lu
- Mirabello Monferrato
- Mombello Monferrato
- Moncestino
- Murisengo
- Occimiano
- Odalengo Grande
- Odalengo Piccolo
- Olivola
- Ottiglio

- Ozzano Monferrato
- Pontestura
- Ponzano Monferrato
- Ricaldone
- Rosignano Monferrato
- Sala Monferrato
- San Giorgio Monferrato
- San Salvatore Monferrato
- Serralunga di Crea
- Solonghello
- Strevi
- Terruggia
- Terzo
- Treville
- Vignale Monferrato
- Villadeati
- Villamiroglio